# فيكتور فونتان
فيكتور فونتان (بالفرنسية: Victor Fontan)‏ ولد بتاريخ 18 يونيو 1892 في فرنسا، وتوفي في 2 يناير 1982، كان دراج فرنسي في صنف سباق الدراجات على الطريق.

## سجل النتائج

### سباقات أو مراحل فاز بها
- طواف فرنسا

### المراكز
- حقق المركز الـ 4 في طواف إيطاليا 1928
- حقق المركز الـ 7 في سباق طواف فرنسا 1928

## روابط خارجية
- فيكتور فونتان على موقع أرشيف الدراجات (الإنجليزية)
- فيكتور فونتان على موقع إحصائيات الدراجات الإحترافية (الإنجليزية)
- فيكتور فونتان على موقع CycleBase (الإنجليزية)